# دانکن اسپرینگز (کالیفرنیا)
دانکن اسپرینگز (به انگلیسی: Duncan Springs) یک منطقهٔ مسکونی در ایالات متحده آمریکا است که در شهرستان مندوسینو، کالیفرنیا واقع شده‌است. دانکن اسپرینگز ۲۳۸ متر بالاتر از سطح دریا واقع شده‌است.